# Orem
Pour l’article homonyme, voir Dorothea Orem.
Orem est une municipalité située dans l’Utah, aux États-Unis, dans le comté d'Utah, au sud de Salt Lake City, aux pieds du mont Timpanogos. Le recensement de 2000 a indiqué une population de 84 324 habitants, estimée à 88 328 en 2010, ce qui en fait la cinquième ville de l’État.

## Histoire
Orem, qui s’est d’abord appelée Provo Bench, porte le nom de Walter C. Orem, qui gérait une ligne de chemin de fer au début du XXe siècle. Elle a été incorporée en 1919.
La ville d’Orem a connu un important développement à partir de la fin de la Seconde Guerre mondiale grâce à la mise en service d’une importante usine sidérurgique en 1944. Longtemps exploité par U.S. Steel, ce complexe a été fermé en 2002.

## Démographie
| Groupe            | Orem | Utah | États-Unis |
| ----------------- | ---- | ---- | ---------- |
| Blancs            | 84,5 | 86,1 | 72,4       |
| Autres            | 7,8  | 6,0  | 6,2        |
| Métis             | 3,2  | 2,7  | 2,9        |
| Asiatiques        | 1,9  | 2,0  | 4,8        |
| Océaniens         | 1,0  | 0,9  | 0,2        |
| Amérindiens       | 0,9  | 1,2  | 0,9        |
| Afro-Américains   | 0,7  | 1,1  | 12,6       |
| Total             | 100  | 100  | 100        |
|                   |      |      |            |
| Latino-Américains | 16,1 | 13,0 | 16,7       |

Selon l’American Community Survey pour la période 2010-2014, 80,93 % de la population âgée de plus de 5 ans déclare parler l'anglais à la maison, 14,25 % déclare parler l'espagnol,0,56 % le portugais, 0,52 % le coréen et 3,75 % le tagalog.

## Éducation

### Enseignement supérieur

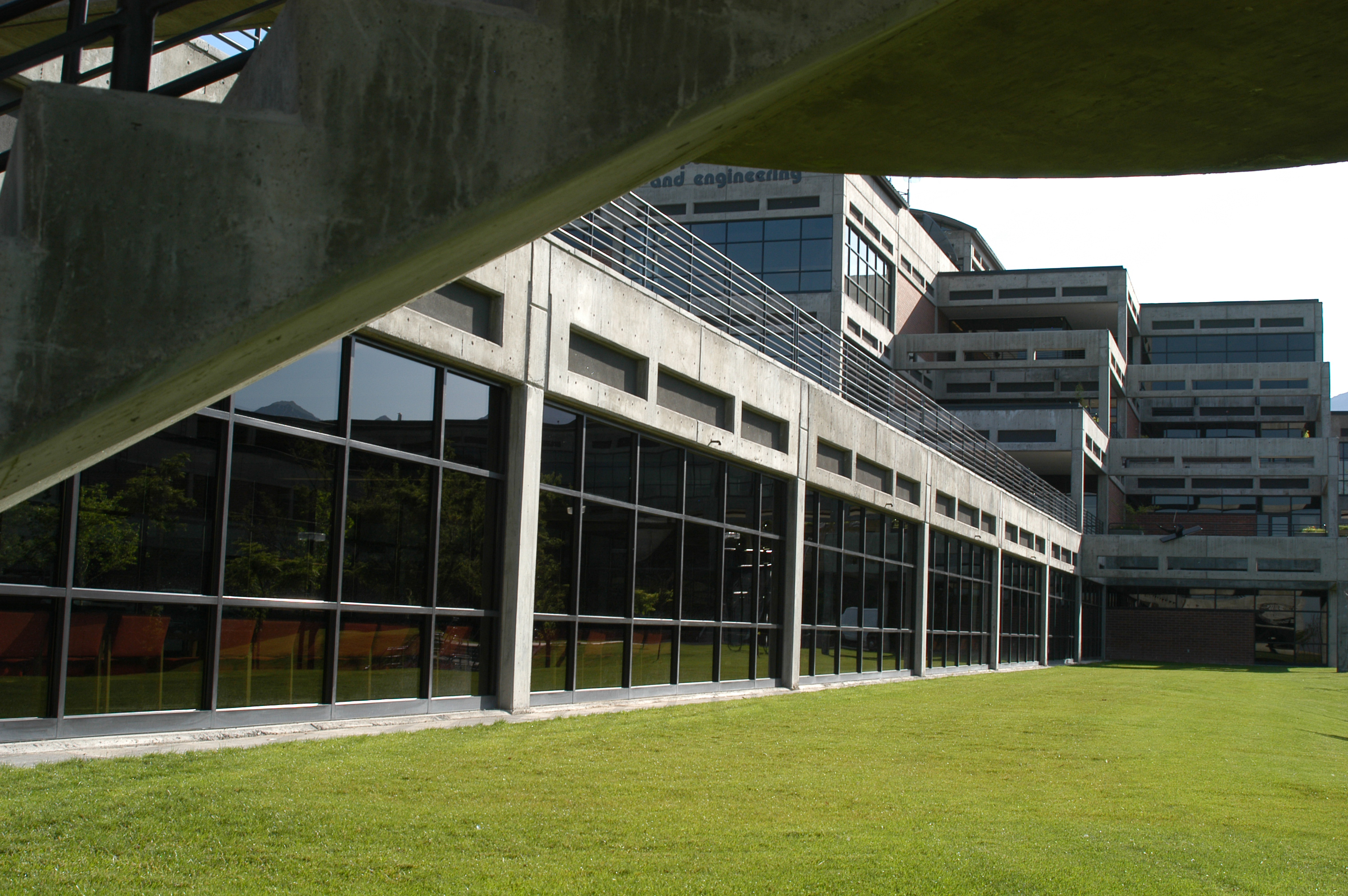
Campus de luniversité de la vallée de l'Utah.

La ville est le siège de l'université de la vallée de l'Utah (UVU), la plus grande université publique de l'État.
Les caractéristiques notables du campus comprennent le centre UCCU, la bibliothèque du centre d'apprentissage numérique, le complexe d'athlétisme Hal Wing et la Woodbury School of Business. L'exposition de vitraux Roots of Knowledge est située dans la bibliothèque Fulton sur le campus.

## Personnalités liées à la ville
- Marie Osmond - actrice et chanteuse
- Ben Cahoon - joueur de football canadien des Alouettes de Montréal
- Gary Herbert - gouverneur de l'Utah
- Julianne Hough - danseuse et chanteuse
- Noelle Pikus-Pace - skeletoneuse, vainqueur de la Coupe du monde de skeleton 2005
- Shauna Rohbock - bobeuse, médaille d'argent aux Jeux olympiques d'hiver de 2006 de Turin
- Brandon Sanderson - auteur de fantasy
- Erin Thorn - basketteuse professionnelle

## Jumelage
- Ürümqi (Chine)[5]

## À noter
Le groupe de rock The Used provient d’Orem.
L’entreprise informatique WordPerfect, aujourd’hui propriété de Corel, a été fondée à Orem.